# 요미우리 TV 방송
요미우리 TV 방송(讀賣テレビ放送, Yomiuri Telecasting Corporation, Inc.)는 긴키 광역권의 민영 텔레비전 방송사로 약칭은 ytv, 호출부호는 JOIX-DTV이다. 또는 일본 YTV라고도 부른다.

## 연혁
- 1958년 2월 13일 - 오사카 요미우리신문사[1] 등의 출자에 의해 준교육방송국 「신오사카 텔레비전 방송」(NOTV)으로 설립
- 1958년 8월 1일 - 「요미우리 텔레비전 방송」(YTV)로 회사명 변경
- 1958년 8월 28일 - 본방송 개시.그때까지 오사카 텔레비전 방송[2]에서 방송되던 니혼 TV (NTV) 프로그램을 요미우리 텔레비전에 이행시키는 형태로 개국했으며 니혼 TV의 첫 번째 계열 방송국이 된다.
- 1960년 9월 10일 - 컬러 텔레비전 본방송 개시(오사카에서는 NHK, ABC와 함께 처음)
- 1978년 10월 1일 - 니혼 TV(NTV)에 이어 2번째로 음성다중방송 개시
- 1988년 8월 1일 - 본사 사옥을 오사카 시 기타 구 히가시템마에서 오사카 시 주오 구 시로미의 오사카 비즈니스 파크 (OBP)내의 현재지에 이전.
- 2003년 12월 1일 - 지상 디지털 텔레비전 방송 개시 (JOIX-DTV).
- 2006년 8월 30일 - 대한민국 OBS 경인TV 업무협정체결
- 2007년 4월 1일 - 개국 50주년을 앞두고, CI를 도입해 로고마크를 「요미우리 TV」에서 현재와 같은 로고마크인「ytv」(보도 관련, 한자 표기하는 경우 등은 「요미우리 TV」)로 변경하였다.
- 2011년 7월 24일 - 지상파 아날로그 텔레비전 방송 종료

## 보충서술
- 니혼텔레비전방송망(이하 니혼TV)는 1953년 도쿄에서 개국하기 전 오사카 지역에도 방송면허신청을 제출했으나 당시 오사카 지역에 할당된 면허는 2개 밖에 없었고 그 시점에서 이미 NHK 오사카 방송국과 오사카 TV 방송(OTV, 지금의 아사히 방송)에 주어져 니혼TV 오사카 방송국이 신청한 면허는 기각되었다.[3]
- 1958년 2월 13일 회사설립 당시의 이름은 신오사카 TV 방송(新大阪テレビ放送)이었으나, 그 해 8월 1일, 요미우리 TV 방송으로 이름을 바꾸고, 몇주후인 8월 28일 개국하였다
- 현재 디지털 텔레비전 방송에 사용하는 UHF 채널 번호 14번은 예전에 NHK에서 설치했던 UHF실험방송국에서 사용하던 채널번호이다.
- 1990년 5월 9일 오후 1시 59분부터 오후 3시 3분까지, 이코마송신소에서 일어난 사고로 인해 방송이 중단되는 일이 일어났으며 이로 인해 당시 요미우리 TV에 약 1,500건의 불평불만이 쏟아졌다.
- 디지털 텔레비전 가상 채널번호는 보통 니혼TV 계열국이서 쓰는 4번이 아닌 아날로그 텔레비전 방송 시절 사용했던 10번이다.[4][5]

## 요미우리TV 제작 애니메이션

### 방영
- 명탐정 코난 - 요미우리 TV가 제작하여 현재 방영 중인 만화·애니메이션 프로그램이다.

### 종료
- - 쿠도 신이치에게 보내는 도전장 (工藤新一への挑戦状〜さよならまでの序章)
  - 쿠도 신이치의 부활! 검은 조직과의 대결 (工藤新一の復活! 〜黒の組織との対決)
- 이누야샤 - 요미우리 TV가 제작하여 2000년부터 2004년까지 방영된 애니메이션 프로그램이다.
  - 이누야샤 완결편 - 2009년부터 26부작으로 방영하는 이누야샤의 후속 프로그램이다.
- 황금박쥐 - 요미우리 TV· (구) 동양방송 없다 (현) KBS 2TV이 제작하여 1967년~1968년에 방영된 애니메이션 프로그램이다.
- 꿈빛 파티시엘 - 요미우리 TV가 제작하여 2009년 10월 4일부터 방영하기 시작한 애니메이션 프로그램이다.
- 소년 탐정 김전일 - 요미우리 TV·도에이 애니메이션 제작, 1997년부터 2000년까지 방영.
- 나의 히어로 아카데미아

### 드라마
- 무정

## 오사카부에 있는 타 TV방송사 및 방송국
- NHK 오사카 방송국(라디오 겸영)
- 마이니치 방송(MBS)(TV는 도쿄 방송 계열, 라디오는 JRN&NRN계열)
- 아사히 방송(ABC)(TV는 TV 아사히 계열, 라디오는 JRN&NRN계열)
- 간사이 TV 방송(KTV)(후지 TV 계열)
- TV 오사카(TVO)(TV 도쿄계열, 오사카부만 방송구역)

### 라디오 방송국
- 오사카 방송(OBC, 애칭 라디오 오사카, NRN계열)
- FM 오사카(JFN 계열, 오사카부만 방송구역)
- FM802(JAPAN FM LEAGUE 계열, 오사카부만 방송구역)
- 간사이 인터미디어(MegaNet 계열, 간사이 지방 일부지역이 방송구역에 포함)

## 갤러리

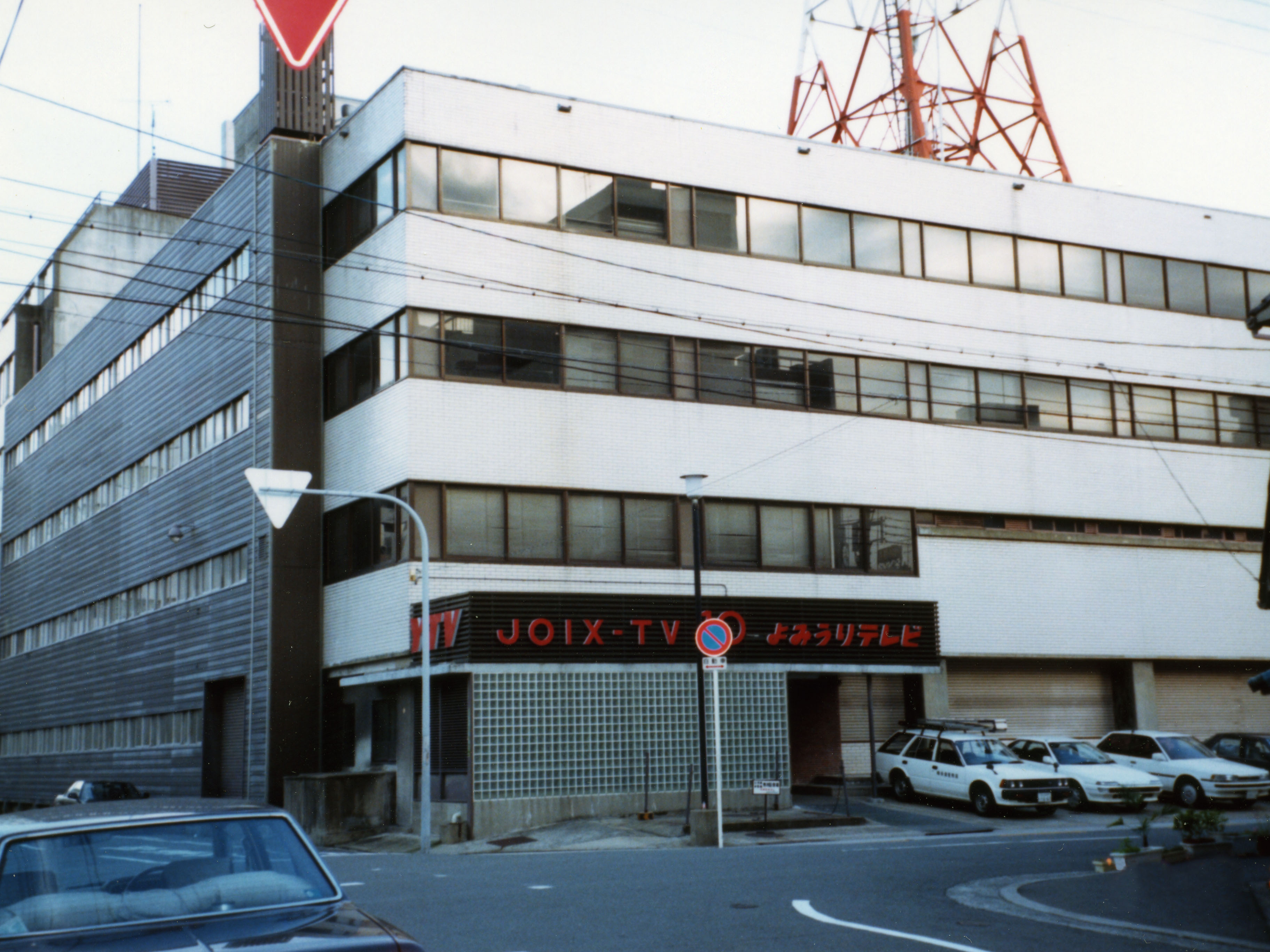
초창기 당시 요미우리 TV 방송 사옥
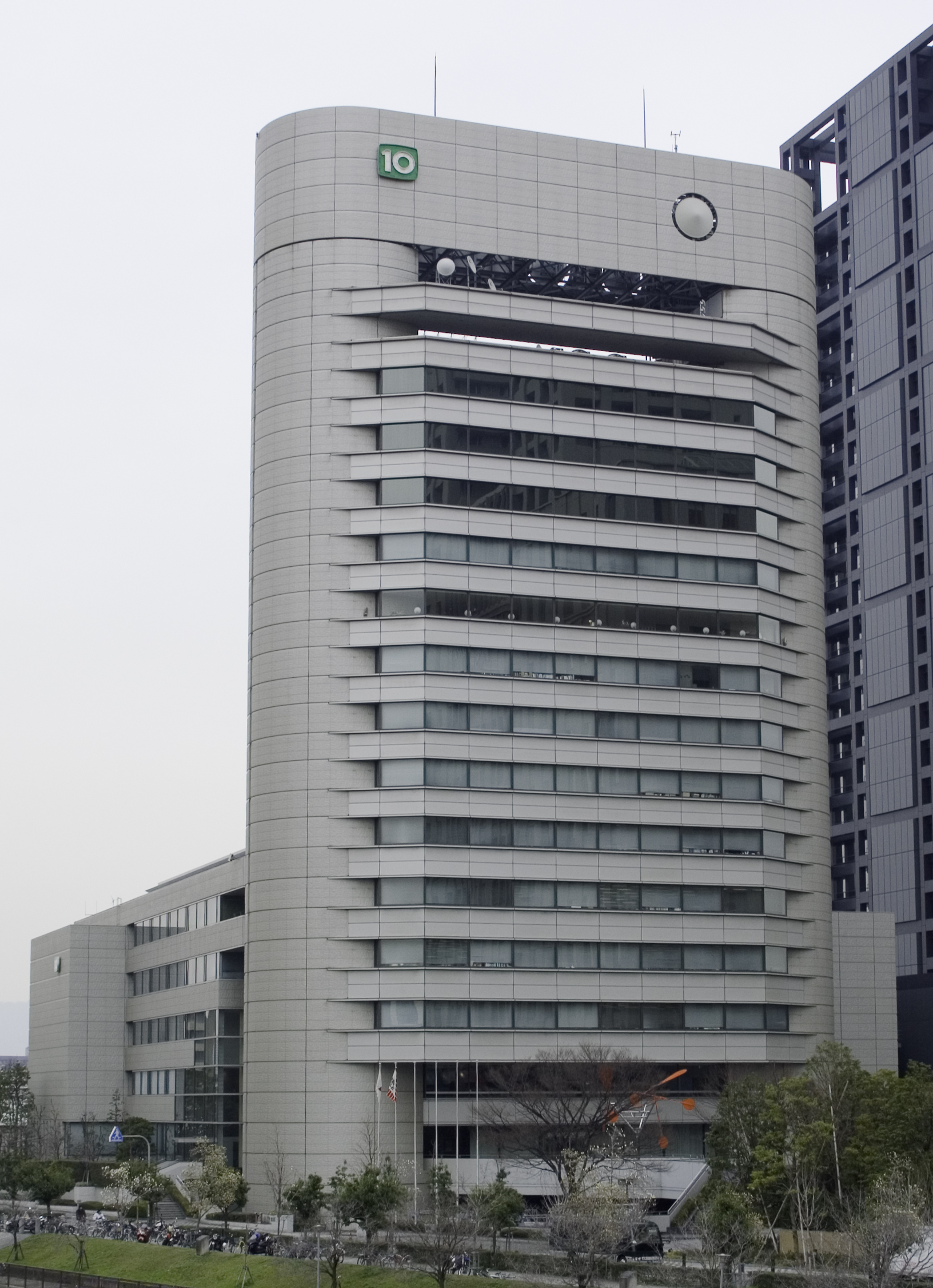
2006년 당시에 있었던 CI 변경 직전 당시의 요미우리 TV 방송의 2대째 사옥
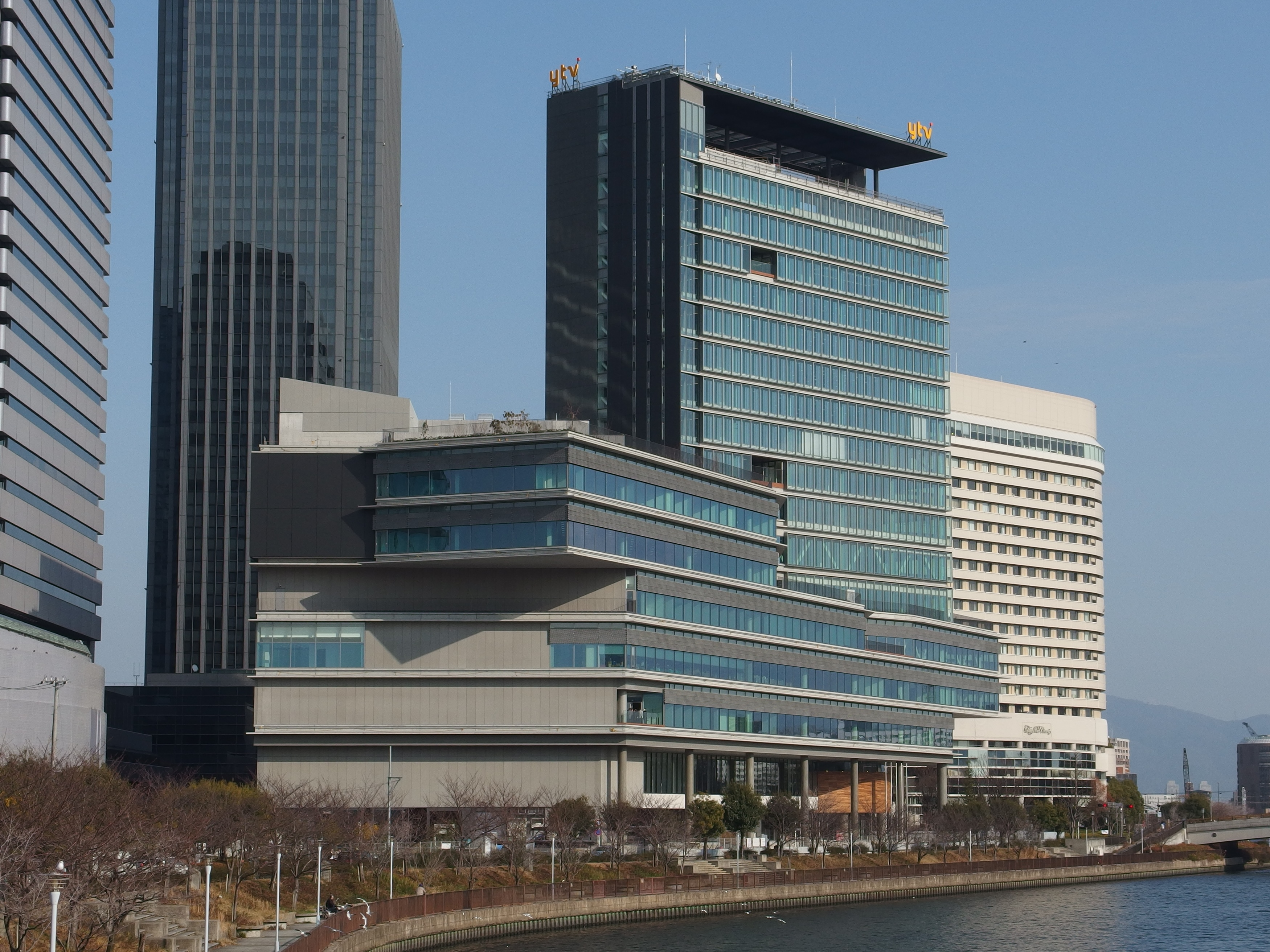
2019년 9월 1일 당시 촬영된 요미우리 TV 방송의 현재 사옥 지금 쯤으로 치면 KNN의 사옥과 거의 비슷함.

## 같이 보기
- 니혼 TV 방송망
- 요미우리신문